# Cantón de Pignan
El cantón de Pignan es una división administrativa francesa, situada en el departamento del Hérault y la región Occitania.

## Composición
Desde 2014, el cantón de Pignan agrupa 8 comunas :
- Pignan
- Cournonsec
- Cournonterral
- Fabrègues
- Murviel-lès-Montpellier
- Saint-Georges-d'Orques
- Saussan
- Villeneuve-lès-Maguelone

|  |  |